# Анжант
Анжа́нт (фр. Engente) — коммуна во Франции, находится в регионе Шампань — Арденны. Департамент — Об. Входит в состав кантона Бар-сюр-Об. Округ коммуны — Бар-сюр-Об.
Код INSEE коммуны — 10137.
Коммуна расположена приблизительно в 190 км к востоку от Парижа, в 85 км южнее Шалон-ан-Шампани, в 55 км к востоку от Труа.

## Население
Население коммуны на 2008 год составляло 44 человека.
| 1962 | 1968 | 1975 | 1982 | 1990 | 1999 | 2008 |
| ---- | ---- | ---- | ---- | ---- | ---- | ---- |
| 46   | 51   | 51   | 59   | 61   | 46   | 44   |

## Экономика

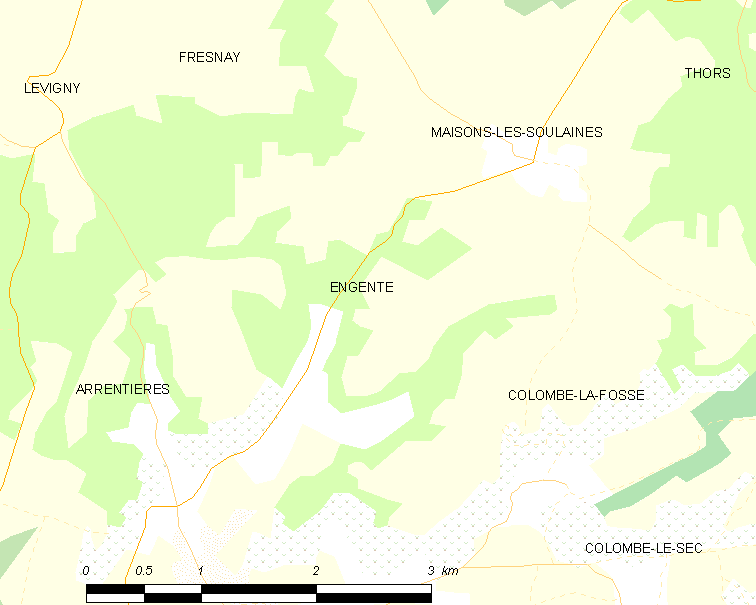
Карта коммуны

В 2007 году среди 32 человек в трудоспособном возрасте (15—64 лет) 25 были экономически активными, 7 — неактивными (показатель активности — 78,1 %, в 1999 году было 68,6 %). Из 25 активных работали 24 человека (12 мужчин и 12 женщин), безработной была 1 женщина. Среди 7 неактивных 2 человека были учениками или студентами, 3 — пенсионерами, 2 были неактивными по другим причинам.